# 베로니카 하트

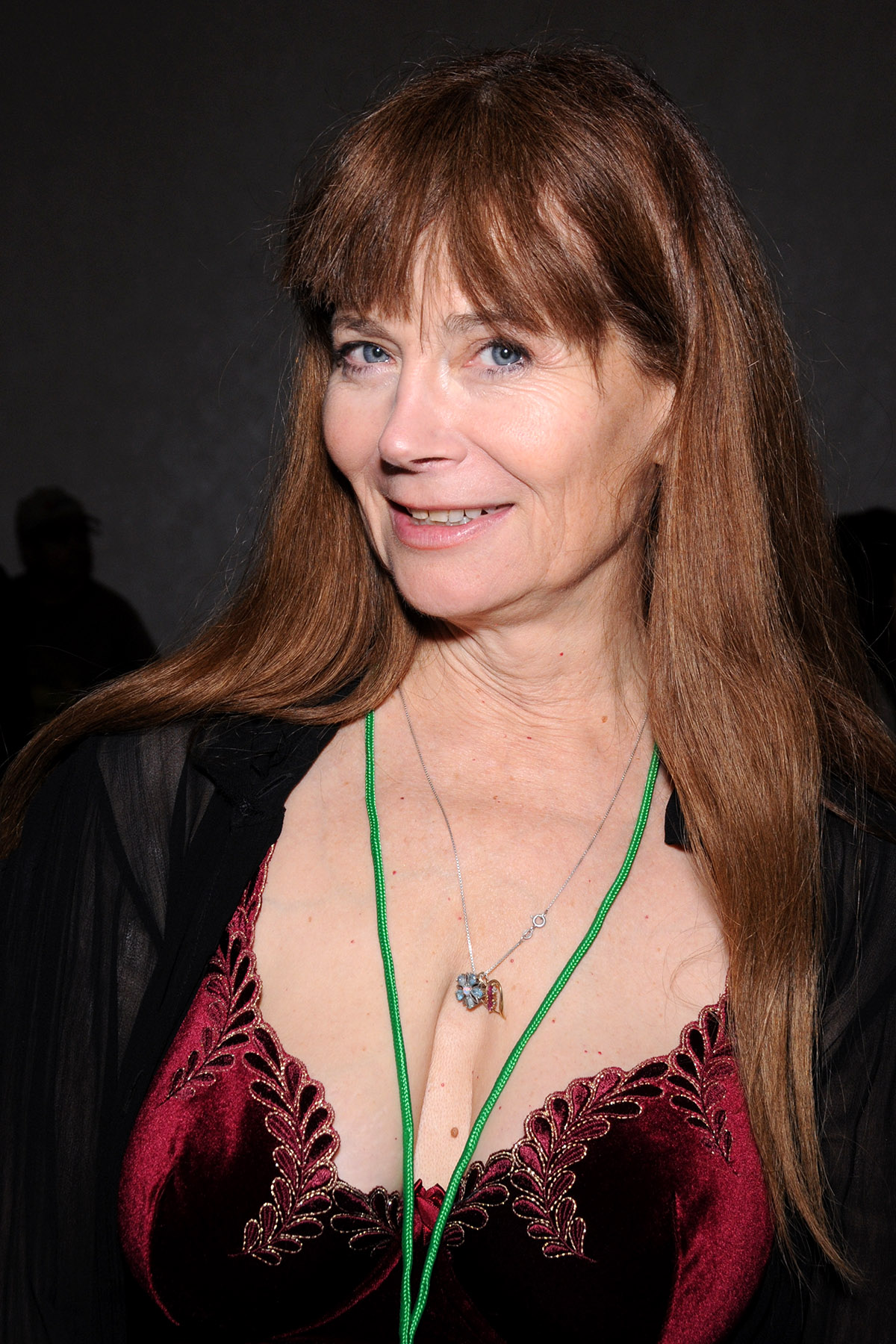

베로니카 하트(Veronica Hart, 1956년 10월 27일 ~ )는 미국의 포르노 배우, 배우, 모델, 글래머 모델, 영화배우이다.

## 영화
- 원-아이드 몬스터 (2008년) - 베로니카 역
- 파라솜니아 (2008년)
- 벌거벗은 페미니스트 (2004년)
- 여왕 세카를 찾아서 (2002년)
- 드림퀘스트 (2000년)
- 포르노... 이츠 어 리빙 (1998년) - 본인 역
- 플래쉬포인트 (1998년)
- 부기 나이트 (1997년)
- 뷰티 스쿨 (1993년)
- 루비 (1992년) - 텔레폰 트릭시 역
- 베드룸 아이스 2 (1990년)
- 운전수 사모님 그리고 그녀 (1989년)
- 배드 블러드 (1989년)
- 쓰리 콜걸 (1987년)
- 데스마스크 (1984년)
- 알 에스 브이 피 (1984년)
- 사랑의 변신 (1983년)